# أنتوني مارسيال
أنتوني جوردان مارسيال (بالفرنسية: Anthony Jordan Martial؛ مواليد 5 ديسمبر 1995) لاعب كرة قدم فرنسي يلعب مهاجمًا لنادي أيك أثينا اليوناني ويلعب مع منتخب فرنسا.
كان قد انتقل إلى مانشستر يونايتد الإنجليزي في موسم 2015 قادما من نادي موناكو الذي لعب له من 2013 بعد قدومه من نادي أولمبيك ليون الذي تدرّج في فئاته السنية من 2009.
وفي 2022، انتقل مارسيال معارًا إلى إشبيلية الإسباني، ثم انتقل بشكل نهائي في عام 2024 إلى نادي أيك أثينا في الدوري اليوناني.

## روابط خارجية
- أنتوني مارسيال على موقع الاتحاد الدولي (مؤرشف)  (الإنجليزية)
- أنتوني مارسيال على موقع الاتحاد الأوربي (الإنجليزية)
- أنتوني مارسيال على موقع إي إس بي إن إف سي (الإنجليزية)
- أنتوني مارسيال على موقع قاعدة بيانات كرة القدم.إي يو (الإنجليزية)
- أنتوني مارسيال على موقع ليكيب (الفرنسية)
- أنتوني مارسيال على موقع ناشيونال فوتبول تيمز (الإنجليزية)
- أنتوني مارسيال على موقع Soccerbase.com (لاعب) (الإنجليزية)
- أنتوني مارسيال على موقع Soccerway.com (الإنجليزية)
- أنتوني مارسيال على موقع عالم كرة القدم.نت (الإنجليزية)
- أنتوني مارسيال على موقع AS.com (الإسبانية)